# Cryptolabis recurvata
Cryptolabis recurvata är en tvåvingeart som beskrevs av Alexander 1942. Cryptolabis recurvata ingår i släktet Cryptolabis och familjen småharkrankar.
Artens utbredningsområde är Ecuador. Inga underarter finns listade i Catalogue of Life.